# Wong Fei-hung

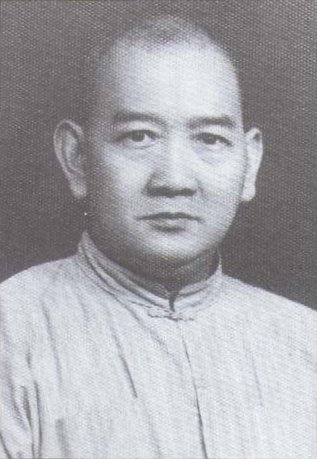
Domniemana fotografia Wong Fei-hunga

Wong Fei-hung (chiń. upr. 黄飞鸿; chiń. trad. 黃飛鴻; pinyin Huáng Fēihóng; ur. 1847, zm. 1924) – chiński mistrz sztuk walki (kung-fu), nauczyciel, medyk, rewolucjonista.
Mieszkał w Kantonie. Praktykował akupunkturę i starożytną chińska medycynę. Swoją postacią dał początek wielu filmom, np. Pewnego razu w Chinach. Wong Fei-hung pomagał i bronił słabszych niezależnie od stanu majątkowego czy koloru skóry, był człowiekiem pokoju. Szanował i dbał o tradycyjną kulturę Chin.